# Lichtervelde
Lichtervelde est une commune néerlandophone de Belgique située entre Thourout et Roulers, au centre de la province de Flandre-Occidentale, à une extrémité du Houtland. Elle compte plus de 9 000 habitants. Le flamand occidental est le dialecte local.

## Héraldique
|  | La commune possède des armoiries qui lui ont été octroyées le 7 mai 1840 et confirmées le 1er mars 1993. Elles sont issues des anciennes armoiries des seigneurs de Lichtervelde, connues depuis le XIVe siècle. Elles apparaissent également comme des armoiries de village sur le sceau du conseil communal au XVIIIe siècle. Comme les seigneurs de Lichtervelde possédaient de nombreuses possessions, leurs armes apparaissaient dans celles de nombreuses autres municipalités, telles que: Esen, Koolskamp, Moerzeke et Zarren. Blasonnement : D'azur au chef d'argent herminé de sept pièces, posées 4 et 3. Source du blasonnement : Heraldy of the World. |

## Géographie

Communes limitrophes de Lichtervelde

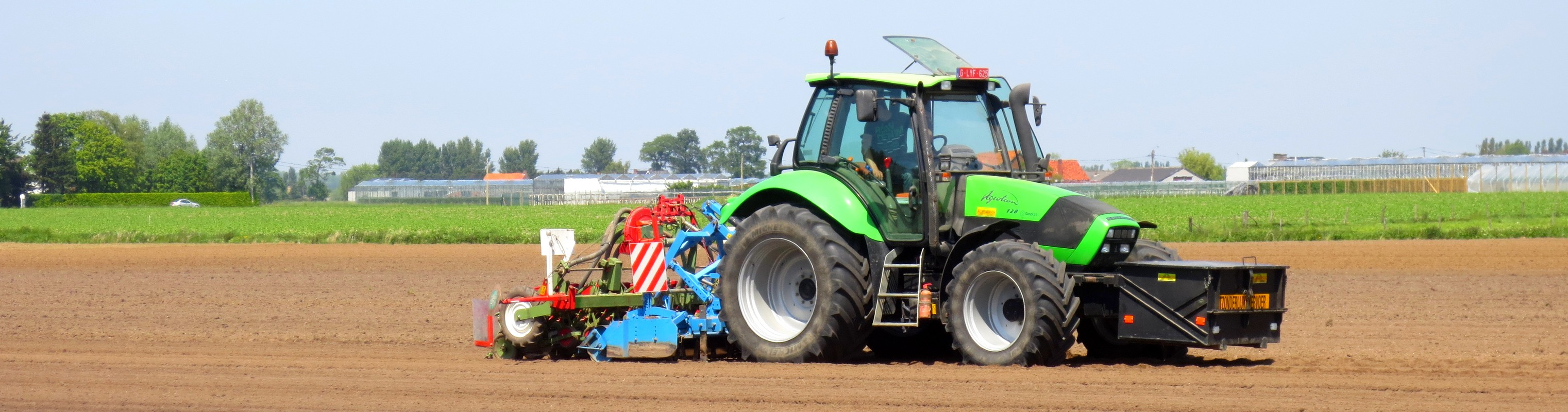
Lichtervelde

Lichtervelde conserva son indépendance lors de la fusion des communes en 1977 et aucun hameau ne lui fut attaché. Lichtervelde possède une frontière avec les villages et communes suivants :
(a) Thourout avec le hameau de Sint-Henricus au Sud
(b) Ruddervoorde hameau de Baliebrugge (commune d'Oostkamp)
(c) Zwevezele (municipalité de Wingene)
(d) Koolskamp (municipalité d'Ardooie)
(e) Beveren (ville de Roulers) et
(f) Gits (municipalité d'Hooglede)

## Histoire

### Histoire ancienne
L'archéologie et des photographies aériennes de 1980 confirment l'occupation de la région à l'âge du bronze (1800-1700 av. J.-C.). Par ailleurs, un trésor de pièces de monnaie de l'époque romaine a été découvert au XIXe siècle dans le Vrijgeweed, au nord de la commune, attestant d'une activité à cette époque.

### Haut Moyen Âge
D'après les chroniques, en 846, Charles le Chauve fait construire un château près du pont - fiscal - qui enjambait le Zwanebeek. L'endroit correspond à l'actuelle Neerstraat ; l’appellation De Burg y fait encore référence.

### Bas Moyen Âge
Si son étymologie est incertaine, le nom de Lichtervelde est apparu en 1127 dans la narration par Galbert de Bruges de l'assassinat de Charles le Bon. On note que cette apparition coïncide avec la fin de la période de forte augmentation démographique du XIe siècle.
Sigher et son fils Walter (Wauthier) sont les plus anciens membres connus de la famille de Lichtervelde. Ils ont disparu à la fin de la quatrième croisade, en 1205.
À cette époque, l'expansion géographique fait grimper les prix des terrains et de l'alimentation à la hausse. La famine et la pauvreté et l'expansionnisme des comtes et ducs allemands, poussent la population de Flandres et de Lichtervelde à l'émigration vers l'Allemagne, en particulier autour de Berlin, où les expatriés avaient trouvé des terres et des paysages qui leur rappelaient leur Houtland. Le nom de Lichterfelde apparait pour la première fois dans une charte berlinoise en 1375 ; depuis le XIXe siècle, un quartier de Berlin se nomme Berlin-Lichterfelde.
Au Moyen Âge, les seigneurs de Lichtervelde dirigent la seigneurie sous l'autorité du vicomte de la châtellenie de Bruges depuis leur château fortifié du XIIe siècle, bâtit à l'angle de Zwevezele et de la Kasteelstraat (rue du château). À la tête de la seigneurie se trouvait un seigneur qui nommait un bailli, un bourgmestre et six échevins. Il rend la justice et avait une potence à la frontière de la commune - dans l'actuelle Galgenstraat (rue de la potence).

### XVesiècle
Le seigneur le plus célèbre, Jacob van Lichtervelde (mort en 1431), occupa une place politique importante auprès des Bourguignons durant une vingtaine d'années en tant que conseiller de Philippe le Hardi, Jean sans Peur et Philippe le Bon. Dans les années 1390, il était l'intendant (rentmeester) et hoofdbaljuw de Courtrai. En 1392, il devint conseiller et chambellan du duc et un an plus tard il était échevin de la châtellenie de Bruges. En 1395, il était opperwachtmeester de Flandres et intendant à Anvers. En 1396, il était grand bailli de Flandre. Il a voyagé en Angleterre en 1404, comme émissaire à la Cour. Jusqu'en 1409 il était gouverneur du Brabant et reçut le titre de duc. L'année suivante, il se retira dans son domaine à Koolskamp pour se concentrer sur l'administration de châtellenie de Bruges. Il est anobli en 1411. Il décède en 1431 et est enterré dans l'église paroissiale de Koolskamp où sa tombe est encore visible. Le caveau porte l'inscription Die van Lichtervelde, Heeren van Coolscamp et sa tombe : Ridder die staerf in't jaer 1431, den letsten dagh van Maerte (chevalier qui mourut en l'an 1431, le dernier jour de mars).
Vers 1400, le domaine de la famille de Lichtervelde passe aux seigneurs de Heule, par mariage. Le château de Lichtervelde fut détruit une première fois en 1491 par les troupes du comte de Nassau, puis à nouveau en 1584, avec l'église, durant les troubles religieux. Il ne fut jamais reconstruit.
À la fin du XVe siècle, la politique centralisatrice des Habsbourg se heurte aux particularismes régionaux. Le conflit a atteint son apogée entre 1483 et 1485, lorsque les troupes de Maximilien d'Autriche ont pris d'assaut le château. Il est détruit par le comte Englebert de Nassau en 1491.

### XVIeetXVIIesiècles

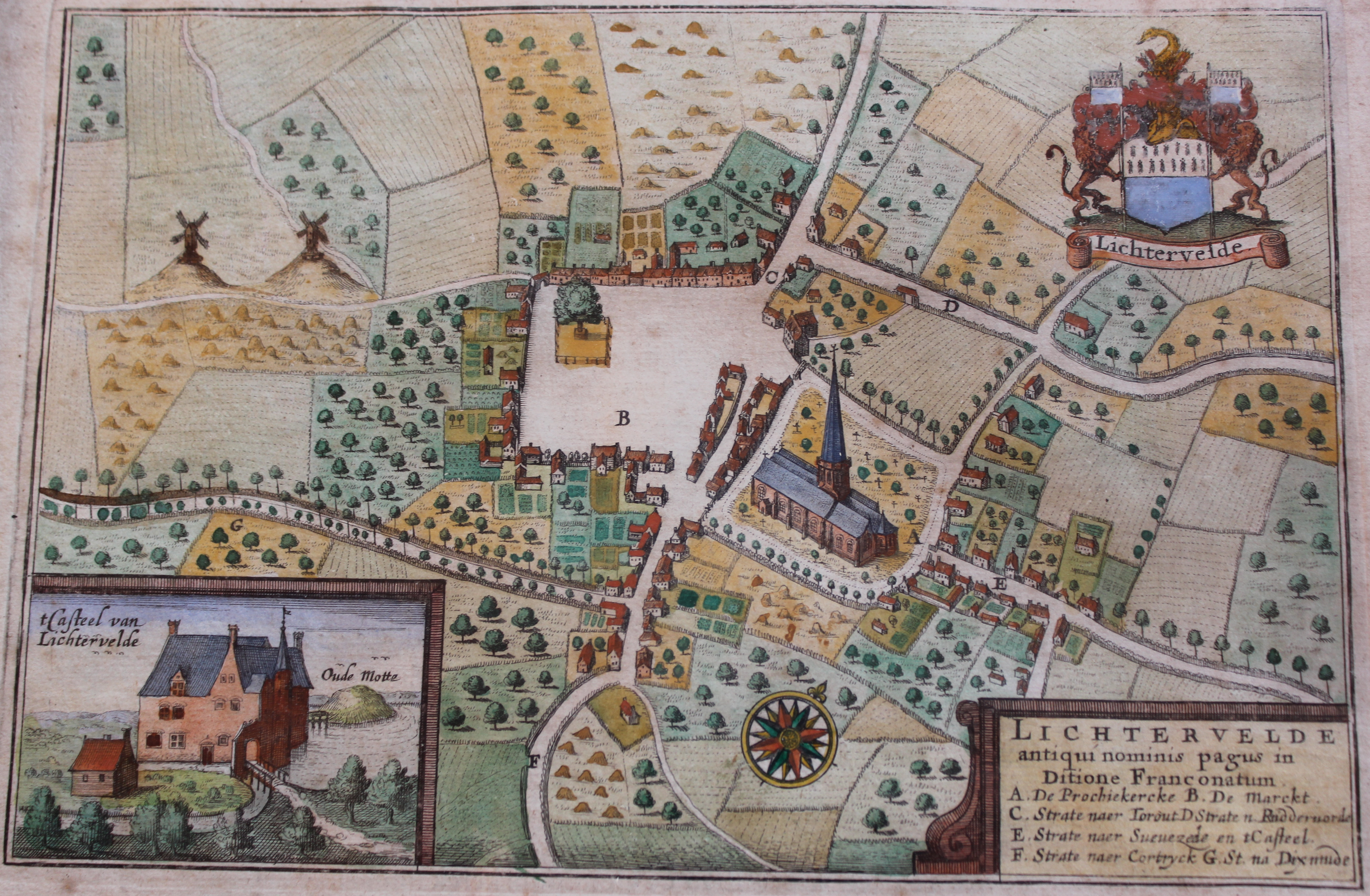
Le village et le château de Lichtervelde au Moyen Âge

De 1568 à 1648, toute la région est marquée par la guerre de Quatre-Vingts Ans et les conflits religieux.
Comme les seigneurs de Lichtervelde résident à Bruges et Gand à partir de 1600, ils n'entretiennent plus leur château. Antoine Sandérus note par ailleurs : Het oud en vermaard dorp Lichtervelde, pronkte voormaels met een uitmuntend paleis en kasteel der Heren 't welke de woede des oorlogs, gelijk vele andere in Vlaanderen omvergeworpen heeft. (L'ancien et célèbre village de Lichtervelde avait autrefois un superbe palais et château des seigneurs que la fureur de la guerre a renversé, comme beaucoup d'autres en Flandre)
En 1648, le traité de Westphalie consacre l'indépendance des Provinces-Unies au détriment de l'Espagne.

### XVIIIesiècleautrichien
Le recensement de février 1748 donne un portrait de Lichtervelde à cette époque : 2 361 habitants vivent dans 362 foyers - soit une moyenne de 6,5 personnes par maison - , la moitié de la population, âgée de moins de 19 ans, sera à l'origine d'un babyboom dans le quart de siècle suivant.
En 1777 en effet, Lichtervelde compte 3 790 habitants - soit 38 % en plus que trente ans plus tôt. La moitié d'entre eux travaille dans l'agriculture et complète ses revenus avec du tissage et de la filature. Les exploitations agricoles occupent généralement moins de 5 hectares. 11 % de la population dépend entièrement de l'industrie du lin et 8 % de la population est dans le besoin.
Pendant la Révolution française, l’Église est expropriée de différents biens.

### XIXesiècle
Lichtervelde souffre entre 1840 et 1850. La crise économique du lin et les maigres récoltes de pommes de terre sèment la famine dans la région, avec un pic en 1847-1848. Les revenus supplémentaires apportés par le passage du chemin de fer (ligne Courtrai-Bruges) ne permettent pas de remédier à la situation.

### Première Guerre mondiale
Durant la Première Guerre mondiale, Lichtervelde se trouve à peine à 20 km du front ; la commune est donc une région idéale pour se reposer et soigner les blesser. L'armée allemande laisse la commune en ruine - l'église, en particulier est dynamitée par l'armée allemande le 16 octobre 1918.
La population s'était réduite de 200 âmes et, au cimetière allemand de la Torhoutstraat, reposaient 600 victimes allemandes, exhumées en 1932 et transférées au cimetière allemand à Hooglede.

### Seconde Guerre mondiale
Après une période de reprise dans l'entre-deux-guerres, la Seconde Guerre mondiale cause de profondes blessures : 13 habitants de la commune, dont le bourgmestre Eugène Callewaert, ont été décapités à Wolfenbüttel. La poursuite des faits de collaboration mise en place par l'État après la guerre a marqué de façon sinistre la politique d'après-guerre, jusqu'à la fin des années septante. C'est l'une des raisons pour lesquelles aucune commune avoisinante ne souhaita se lier à Lichtervelde lors de la fusion des communes en 1977.

### Depuis les années 1980
Le bourgmestre Gabriel Kindt parvient dans les années 1980 à mettre un terme à cette sombre politique d'après-guerre.
À l'initiative de la bourgmestre Ria-Beeusaert Pattyn Lichtervelde rejoint la Communauté de Communes de la Région d'Audruicq (CCRA). Les premiers contacts sont noués fin de l'année 2004, à la faveur du festival annuel de la Chicorée à Vieille-Eglise, Nouvelle-Église, Saint-Omer-Capelle et Saint-Folquin. Le jumelage officiel fut signé le 7 septembre 2008.

## Politique
Aucun représentant de la commune ne siège au Parlement belge ou flamand mais Peter Bossu, né à Lichtervelde, fut membre du Parlement européen en 1999.

### Bourgmestres depuis 1830
- 1830-1842 : Louis Vanhoorne
- 1843-1872 : Michiel Surmont
- 1872-1878 : Pieter Decuypere
- 1879-1884 : Xavier Kerkhofs
- 1885-1894 : Pieter Decuypere
- 1895-1901 : Pieter Tempelaere

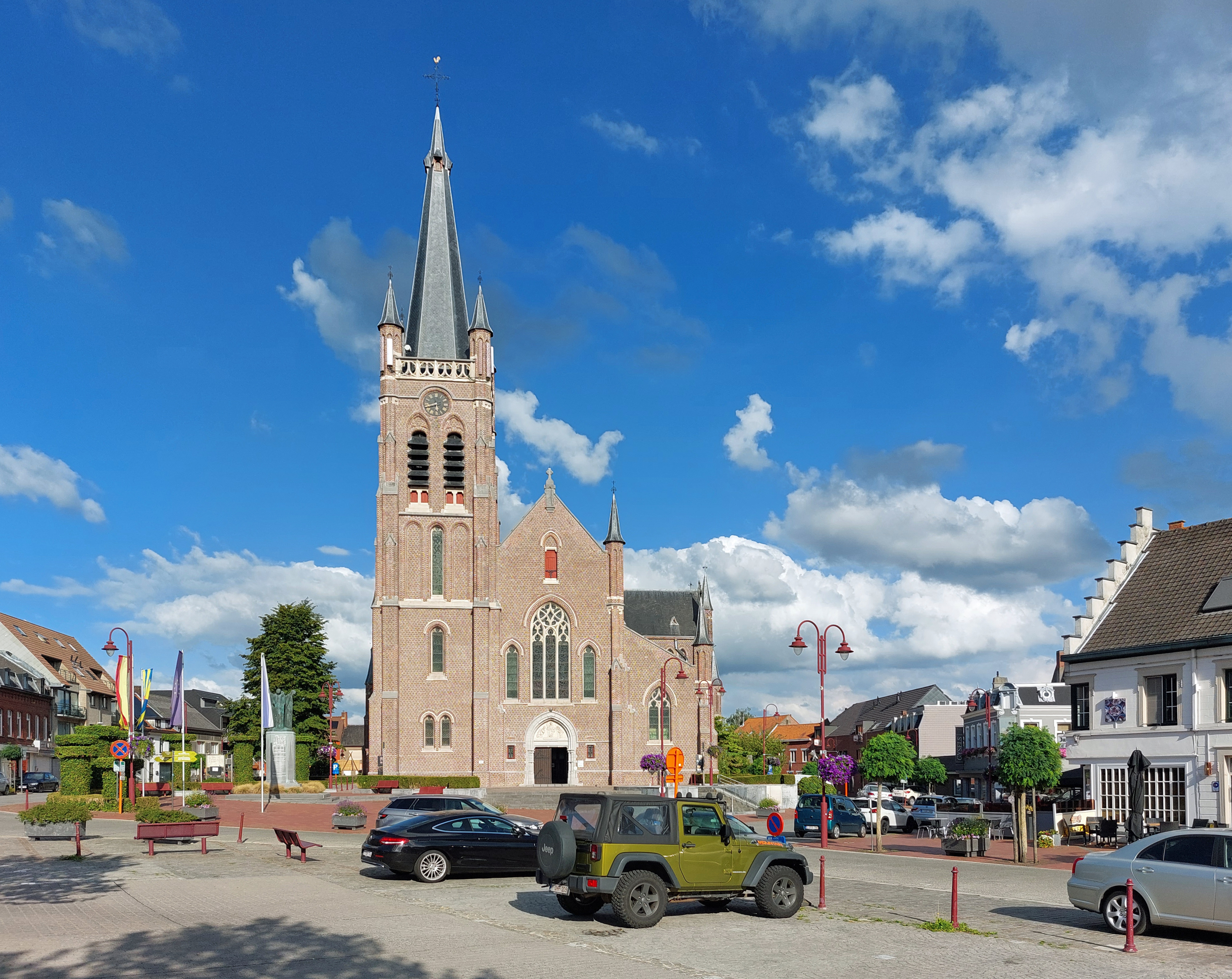
Place du Marché et église

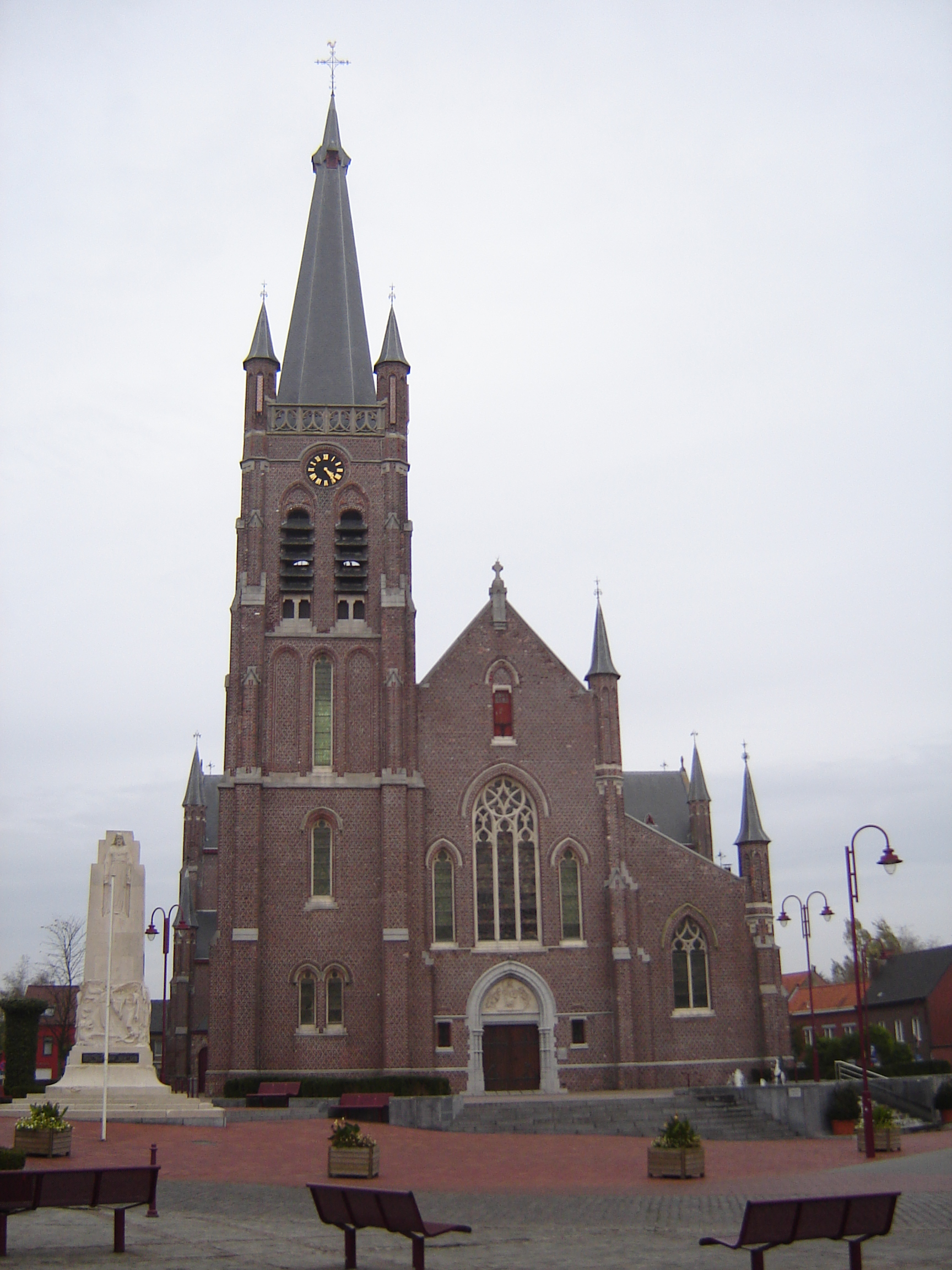
Église Saint-Jacques et, à l'avant-plan, le mémorial de la guerre

- 1901-1906 : Ferdinand Vermeersch-Vancanneyt
- 1906-1925 : Emiel Vermeesch-Dochy
- 1927-1932 : Gustaaf Colpaert
- 1933-1937 : Emiel Vermeersch-Dochy
- 1939-1942 : Eugène Callewaert
- 1942-1944 : Maurice Goddeeris
- 1944-1946 : Gustaaf Colpaert (a.i.)
- 1946-1947 : Cleophas Sintobin (a.i.)
- 1947-1967 : Maria Callewaert-Casselman
- 1967-1976 : Georges Decuypere
- 1977-1982 : Rogier Muys
- 1983-2000 : Gabriël Kindt
- Depuis 2000 : Ria Beeusaert-Pattyn

## Chemins de fer

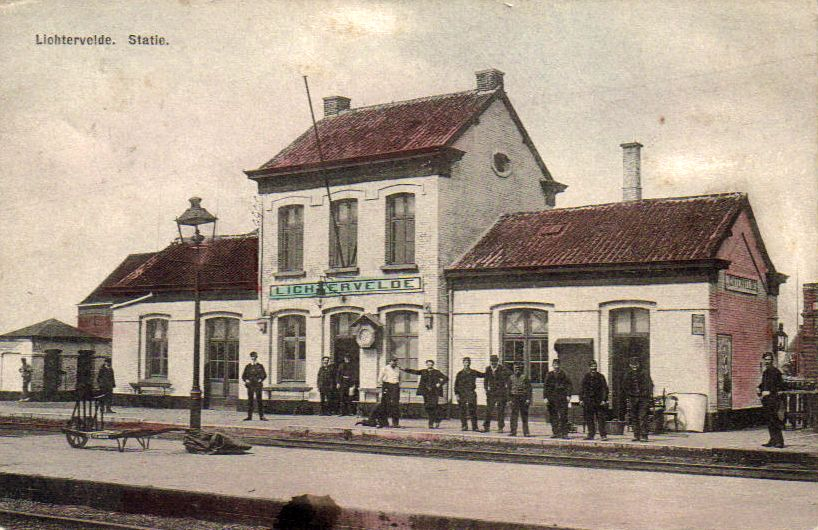
La gare au début du XXe siècle

Deux lignes de chemins de fer relient directement Lichtervelde à Thourout, Bruges, Roulers et Courtrai d'une part et à Gand, Bruxelles, Zaventem, Dixmude et La Panne d'autre part. La gare bâtie en 1895 occupe une place stratégique au centre de la province.
Le trafic ferroviaire se développe à partir des années 1840 sous l'impulsion du bourgmestre Michiel Surmont. Le premier train entra en gare de Lichtervelde le 28 février 1847 ; l'événement rassembla 30 000 personnes.
Le chemin de fer stimula le développement de l'industrie locale : la brasserie Labens exportait sa bière vers Bruxelles ; la fabrique de bague de pigeons de Cyriel Debaillie et la fabrique d'accordéon de Callewaerts portèrent leurs produits jusqu'à l'étranger. À partir de 1905, un florissant marché aux chevaux se tenait à la gare chaque premier lundi de juin ; une mosaïque le rappelle dans le tunnel routier qui passe aujourd'hui sous les voies.
La gare fut bombardée plusieurs fois durant la Première Guerre mondiale.

## Démographie

### Évolution démographique
Le graphique suivant reprend sa population résidente au 1er janvier de chaque année
- Source: DGS , de 1831 à 1981=recensements population; à partir de 1990 = nombre d'habitants chaque 1 janvier[8]

## Personnalités liées à la commune

### Bourgmestres
Voir ci-dessus.

### Coureurs cyclistes
- Roland Aper (1940-)
- Dirk Clarysse
- Carlos Cuyle
- Gabriël Delameilleure
- Gilbert Desmet I (1931-)
- Ivan Messelis
- Gijs Pauw
- Paul Popelier
- Eddy Vancraeynest
- Robert Vandecaveye
- Xavier Vanslambrouck (1912-1972)
- Gentiel Vermeersch
- Henri Van Lerberghe (1891-1966), vainqueur du Tour des Flandres 1919

### Arts et Lettres
- Arsène Becuwe (1891–1992), musicien, compositeur et chef d'orchestre
- Achiel Coppenolle (1885-1954), chanteur
- Patrick Cornillie (1961), journaliste et écrivain
- Ron Deblaere (1947-), artiste
- Nick Ervinck (1981-), artiste
- Armand Goddyn, (1863-1933), portraitiste
- Pieter Lansens (1801–1879), écrivain, enseignant et directeur d'école
- Amandus Missiaen (1785-1857), rederijker, poète
- Jules Missinne (1899-1978), dramaturge et compositeur
- Marjolein Pottie, illustratrice
- Katrien Van Hecke (1960-), écrivain et conteuse
- Alfons Vanoverschelde (1887-1952), peintre
- Frans Vanzieleghem, historien et accordéoniste
- Albert Termote (1887-1978), sculpteur
- Johny Vansevenant, (1958), journaliste politique à la VRT
- Pieter Silvester Van Walleghem, (1697-1776), sculpteur

### Autres
- Remi Claeys (1897-1974), entrepreneur
- Agnes Debaillie (1928-2012), gérante du cinéma De Keizer
- Edmond Denys (1865-1923), aumônier
- Alfons Depoorter (1916-2008), docteur en droit canon et vicaire-général de l'évêché de Bruges
- Edward De Saegher (1875-1939), doyen de Roulers, fondateur des paroisses Heilig-Hart en Sint-Jozef
- Léon Hoet (1891-1944), ingénieur-architecte
- Paul Houwen (1933-1991) conservateur des réserves naturelles De Blankaart et De Ijzermonding
- Els Kindt, échevine, parlementaire flamande
- Rudolf Lange[9], (1874-1918), officier prussien de la 1re guerre mondiale, témoin de la guerre
- Maria-Ludovica Reynaert (1875-1965), mère de 'Meneer Doktoor' Johan Buytaert
- Cleophas Sintobin, historien - et bourgmestre ad interim
- Charles van de Poele, ingénieur
- Dirk Vandewalle (1953), professeur
- Benedict Wydooghe (1972), historien